# Jallerange
Jallerange település Franciaországban, Doubs megyében. Lakosainak száma 277 fő (2022. január 1.). Jallerange Courchapon, Étrabonne, Le Moutherot, Chenevrey-et-Morogne, Pagney és Sornay községekkel határos.

## Népesség
A település népességének változása:
| Lakosok száma | 184  | 192  | 145  | 207  | 206  | 245  | 260  | 265  | 267  | 277  |
|               | 1968 | 1982 | 1990 | 2006 | 2013 | 2015 | 2017 | 2019 | 2020 | 2022 |